# József Málnási
József-Attila Málnási, né le 30 juin 1998 à Târgu Mureș, est un coureur cycliste roumain.

## Biographie
József-Attila Málnási est un cycliste polyvalent qui participe à des compétitions sur route, en VTT et en cyclo-cross. En 2016, il devient champion de Roumanie du contre-la-montre et de VTT cross-country dans la catégorie des juniors (moins de 19 ans). Il est également champion de Roumanie de cyclo-cross en 2017, 2019 et 2020 et champion de Roumanie du contre-la-montre en 2017 et 2020 parmi les espoirs (moins de 23 ans). 
En novembre 2021, il est sacré champion de Roumanie de cyclo-cross chez les élites,. Il rejoint ensuite l'équipe continentale Giotti Victoria-Savini Due en 2022. 

## Palmarès sur route

### Par année
- 2014
  -  Champion de Roumanie du contre-la-montre cadets[3]
- 2016
  -  Champion de Roumanie du contre-la-montre juniors
  - 2e du championnat de Roumanie sur route juniors
- 2017
  -  Champion de Roumanie du contre-la-montre espoirs
  - 3e du championnat de Roumanie du contre-la-montre
- 2018
  - 3e du championnat de Roumanie du contre-la-montre espoirs
- 2020
  -  Champion de Roumanie du contre-la-montre espoirs
- 2022
  - 2e du championnat de Roumanie du contre-la-montre

### Classements mondiaux
| Année           | 2020 | 2021   |
| --------------- | ---- | ------ |
| UCI Europe Tour | 777e | 1 774e |

## Palmarès en cyclo-cross
| - 2016-2017 - Champion de Roumanie de cyclo-cross espoirs - 2017-2018 - 2e du championnat de Roumanie de cyclo-cross espoirs - 2018-2019 - Champion de Roumanie de cyclo-cross espoirs - 2019-2020 - Champion de Roumanie de cyclo-cross espoirs | - 2021-2022 - Champion de Roumanie de cyclo-cross - 2022-2023 - Champion de Roumanie de cyclo-cross - 2023-2024 - Champion de Roumanie de cyclo-cross - 2024-2025 - Champion de Roumanie de cyclo-cross |  |

## Palmarès en VTT
| - 2016 - Champion de Roumanie de cross-country juniors - 2017 - 3e du championnat de Roumanie de cross-country espoirs | - 2022 - Champion de Roumanie de cross-country marathon - 2023 - Champion de Roumanie de cross-country marathon |  |